# Sant Joan de Mediona
Sant Joan de Mediona és un poble, cap del terme municipal de Mediona, situat a la vall de la riera de Mediona, aigües amunt del Castell de Mediona. L'any 2010, tenia 807 habitants censats.
Hi trobem l'església de Sant Joan de Conilles, documentada el 1299 i inclosa a l'Inventari del Patrimoni Arquitectònic de Catalunya, és la que dona nom al poble.
Pel que fa a entitats culturals, hom destaca el Centre Cívic de Mediona, que inclou una biblioteca, i el Casal de Mediona, ubicat en uns antics cellers de Codorniu, seu també de l'Associació d'Estudis Científics i Culturals de Mediona. La festa major es fa l'últim cap de setmana de juliol. L'11 de setembre se celebra un arrossar al castell.